# Свети Андреј (Кавала)
Свети Андреј (грч. Άγιος Ανδρέας, Ајос Андреас) је насељено место у  општини Кушница у периферији Источна Македонија и Тракија, Грчка. Према попису из 2021. године било је 374 становника.
Насеље је раније било читлук Нузла у власништву светогорског Илинског скита, на коме су радили плаћени радници из околних села. После Балканских ратова био је напуштен, да би 1920. године на њему живеле 162 грчке избеглице. У наредним годинама насељено је још избеглица из Турске а грчка држава је откупила земљу и дала избегличким породицама. На попису из 1928. године Свети Андреј је имао 217 становника.